# Dermophis gracilior
Dermophis gracilior es una especie de anfibio gimnofión de la familia Caeciliidae.
Habita en la vertiente pacífica de la parte central de Costa Rica; también, a una altitud de 400 a 2.000 m s. n. m. en la Cordillera de Talamanca (Costa Rica y Panamá).
Sus hábitats naturales incluyen bosques secos tropicales o subtropicales, montanos secos, plantaciones, jardines rurales y zonas previamente boscosas ahora muy degradadas.